# Bematistes elgonensis
Bematistes elgonensis är en fjärilsart som beskrevs av Edward Bagnall Poulton 1927. Bematistes elgonensis ingår i släktet Bematistes och familjen praktfjärilar. Inga underarter finns listade i Catalogue of Life.